# Avada
Avada is een historisch Nederlands bromfietsmerk.
De bedrijfsnaam was: Avada Rijwielen en Motorenfabriek, Alphen aan den Rijn. Het merk was - zeker waar het de bromfietsproductie betrof - regiogebonden; men zag Avada-bromfietsen vooral in Zuid-Holland.
Het was een klein Nederlands bedrijf van Abraham van Dam dat vanaf 1950 gemotoriseerde fietsen en bromfietsen maakte. Aanvankelijk waren dat fietsen met Victoria-zijboordmotoren.
Aan het begin van de jaren vijftig importeerde de firma Bach in Soest de Victoria "Vicky" zijboordmotoren. Men gaf ongeveer vijftien Nederlandse fietsfabrikanten toestemming deze motoren te monteren. Een logische handelswijze, want op die manier kon men ze ook verkopen aan klanten die liever niet zelf gingen "knutselen". Avada leverde binnen één week al een fiets met een telescoopvork en deze Vicky zijboordmotor, net op tijd voor de Jaarbeurs van Utrecht van 1951. In 1952 werd hetzelfde motortje als bracketmotor toegepast. Toen de Victoria M50 bracketmotor op de markt kwam, wilde Avada deze ook toepassen, maar Bach wilde de motor exclusief voor de eigen Victoria-bromfietsproductie gebruiken. Daarop schakelde Avada over op motoren van HMW, waar de Amsterdamse constructeur Jan Jonker actief was. Vanaf dat moment ging met ook frames van HMW gebruiken. Vanaf 1955 werd de nieuwe HMW 50N motor ingebouwd, maar de HMW H1 uit 1957 was een nogal minderwaardig product. Dat was al snel bekend, en Avado moest de prijs van de gemotoriseerde fietsen dan ook al snel laten dalen. Vanaf 1956 kocht men ook frames in Italië, een gebruikelijke handelswijze voor Nederlandse fietsbouwers die geen ervaring met bromfietsen hadden. De machines waren toen al geëvolueerd tot volwaardige bromfietsen. Rond 1960 ging HMW failliet en vanaf dat moment werden er FBM-Minarelli-blokjes gebruikt. In 1962 schakelde men geleidelijk over op motortjes van de Zweirad Union. In 1964 werd de productie van bromfietsen bij Avada beëindigd.